# كرو بي فرندن (تشيشير)
كرو بي فرندن (بالإنجليزية: Crewe by Farndon)‏ هي قرية و أبرشية مدنية تقع في المملكة المتحدة في إنجلترا. يقدر عدد سكانها بـ 45 نسمة .